# Ekišnugal

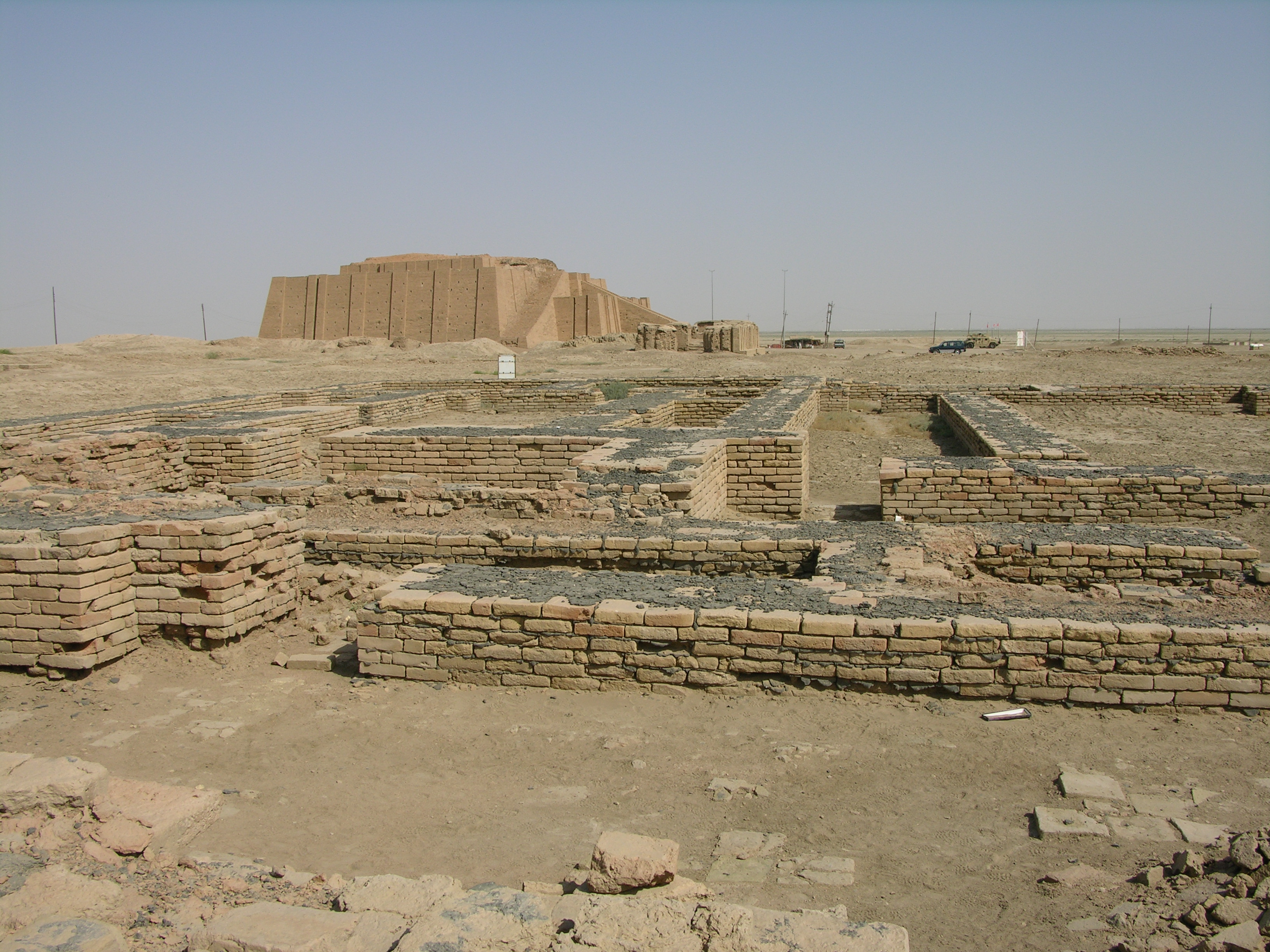
Das Etemenniguru von Ur – Blick von Südosten.

Das mesopotamische Heiligtum Ekišnugal (auch Ekischnugal; älter Ekišširgal; Schreibungen: É.KIŠ.NU.GÁL und É.GIŠ.NU.GÁL) von Ur war eine große Tempelanlage des Nanna. Sie bestand aus dem Etemenniguru und einer großen Hofanlage, deren Funktion noch nicht genau geklärt ist. Der Name des Tempels bedeutet so viel wie Haus: Das (große) Licht, wobei es sich auch um ein Epitheton Nannas handelt.

## Lage und Geschichte
Südöstlich des Ekišnugal befand sich das Egipar – der Tempel der Ningal und Residenz der Entu-Priesterin –, das Ganunmah – das Zentrum der Tempelökonomie sowie das Ehursag – der Palast und Tempel Šulgis. Die erste Erwähnung des Ekišnugal findet sich unter Utuḫengal, der Kult des Mondgottes ist jedoch älter. Ein Text der En-hedu-anna zugeschrieben wird, jedoch nur in späteren Abschriften erhalten ist, nennt ebenfalls den Namen des Tempels.
Große Bauarbeiten am Ekišnugal wurden von Ur-Nammu und anderen Königen der III. Dynastie von Ur durchgeführt. Aber auch unter den Königen von Isin und Larsa, den Kassiten unter Kuri-galzu I., bis hin zu Nabu-kudurri-usur II. und Nabonid im 6. Jahrhundert v. Chr. wurde an dem Tempel gearbeitet.

## Priester und Kulte
Die Gebäude um das Ekišnugal beherbergten verschiedene Stände der Priesterschaft. Seit der sargonischen Zeit wurde im Ekišnugal zugleich die Hohepriesterin („zirru“) und Gemahlin („dam“) Nannas verehrt. Die Betreuung der Anlage oblag dem „Oberaufseher“ („ugula-mach“), dessen Titel in der Ur-III-Zeit entsprechend der erweiterten Befugnisse in „Hausverwalter“ geändert wurde. Eine weitere wichtige kulturelle Funktion übernahmen die „Schlangenbeschwörer“.
Kult-Reinigungspriester sind in der Ur-III-Zeit nur sporadisch belegt; vermehrt später in der altbabylonischen Epoche. Die zur Ur-III-Zeit unbekannten Klagesänger- und Sängerinnen tauchen im Ekišnugal ebenfalls erst in der altbabylonischen Chronik auf.
Im Ekišnugal wurden auch andere Götter verehrt, für die altbabylonische Zeit lassen sich nachweisen: Alamuš, Baba, Enlil, Inanna, Nanâ, Nanna'atah, Nanna'igidu, Ninmintabba, Ninegala, Ningalanda, Ningišzida, Ningublaga sowie Ninuruamundu.